# Wu You
Wu You, född den 27 mars 1984 i Jinzhou i Kina, är en kinesisk roddare.
Hon tog OS-silver i tvåa utan styrman i samband med de olympiska roddtävlingarna 2008 i Peking.